# Petter Lennström
Petter Lennström, född omkring 1720, död 6 maj 1776 i Stockholm, var en svensk instrumentmakare och leksakstillverkare i Stockholm. Han tillverkade stråkinstrument.

## Biografi
Petter Lennström föddes omkring 1720. Han fick 29 april 1757 privilegium att tillverka musikinstrument för barn i Stockholm. Han fick hjälp att tillverka instrumenten av sina söner. Lennström avled 6 maj 1776 i Stockholm. Efter hans död tog änkan över fabrikstillverkningen. Några av sönerna arbetade hos hennes som gesäller. Fabriken fanns kvar år 1794.

## Instrument
| År   | Instrument              | Värde (summa) |
| ---- | ----------------------- | ------------- |
| 1761 | Fioler                  | 333           |
| 1762 | Fioler                  | 70            |
| 1763 | Barnfioler              | 233           |
| 1766 | Barnfioler              | 323           |
| 1767 | Barnfioler              | 195           |
| 1768 | Barnfioler              | 167           |
| 1769 | Barnfioler              | 150           |
| 1770 | Barnfioler              | 213           |
| 1771 | Barnfioler              | 200           |
| 1772 | Barnfioler              | 93            |
| 1773 | Barnfioler              | 154           |
| 1774 | Barnfioler och leksaker | 166           |
| 1775 | Barnfioler och leksaker | 131           |
| 1776 | Barnfioler och leksaker | 79            |
| 1777 | Barnfioler              | 13,8          |
| 1778 | Barnfioler              | 19,16         |
| 1779 | Barnfioler och leksaker | 25            |
| 1780 | Barnfioler              | 21,16         |
| 1781 | Barnfioler              | 14,           |
| 1782 | Barnfioler              | 16,32         |
| 1783 | Barnfioler              | 14            |
| 1784 | Barnfioler              | 18            |
| 1785 | Barnfioler              | 14            |